# Daboecia
Daboecia és un petit gènere de plantes de flors pertanyent a la família Ericaceae, conté dues espècies d'arbustos i està estretament relacionat amb el gènere Erica.
Daboecia difereix de les espècies europees d'Erica a tenir una corol·la caduca que és substancialment més gran que la corol·la d'Erica. Les fulles són més grans en Daboecia, mai aglutinades. El nom genèric d'aquesta planta prové del nom del sant irlandès, Saint Dabeoc.

## Taxonomia
- Daboecia azorica Açores.
- Daboecia cantabrica Europa, Irlanda (Galway i sud de Maig), oest de França, nord d'Espanya, nord-oest de Portugal.